# Тазька лінія
Та́зька лінія (порт. Linha do Tejo) — у Португалії XII—ХІІІ століть оборонна лінія вздовж північного берега річки Таг (Тежу). Складалася з мережі укріплень — Алморольського, Каштелу-Бранкського, Монсантівського, Помбальського, Томарського, Абрантеського, Нового Торреського і Зезерського замків. Створена тамплієрами і португальським лицарством з метою захисту християнських володінь, відвойованих в ході Реконкісти, від нападів альмохадських мусульманських сил. Втратила своє значення в ході експансії португальців на південь, приєднання Алентежу і Алгарве. Також — Те́зька лі́нія.